# Muro Leccese
Muro Leccese is een gemeente in de Italiaanse provincie Lecce (regio Apulië) en telt 5169 inwoners (31-12-2004). De oppervlakte bedraagt 16,5 km², de bevolkingsdichtheid is 313 inwoners per km².

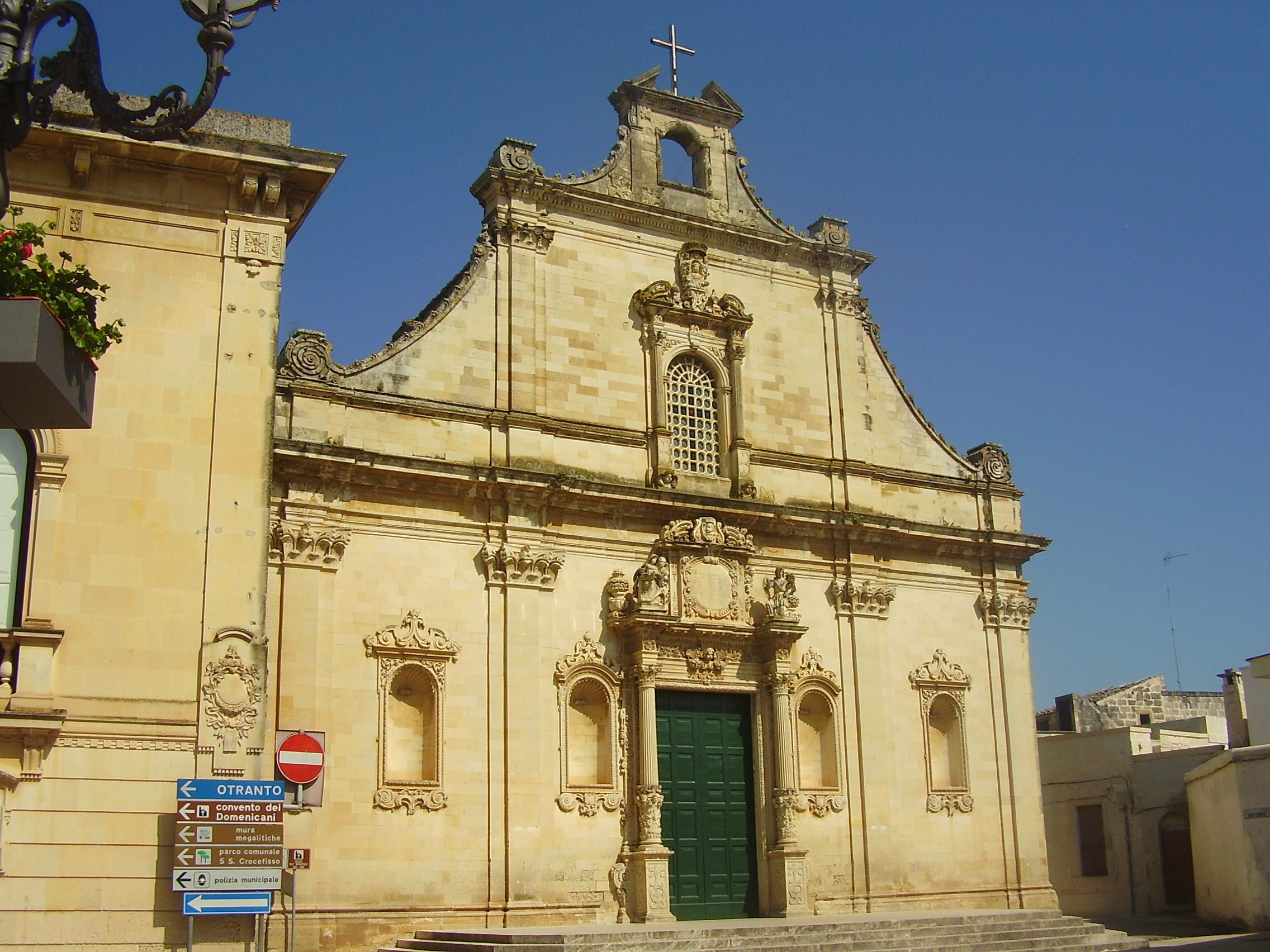
Parochiekerk van Muro Leccese
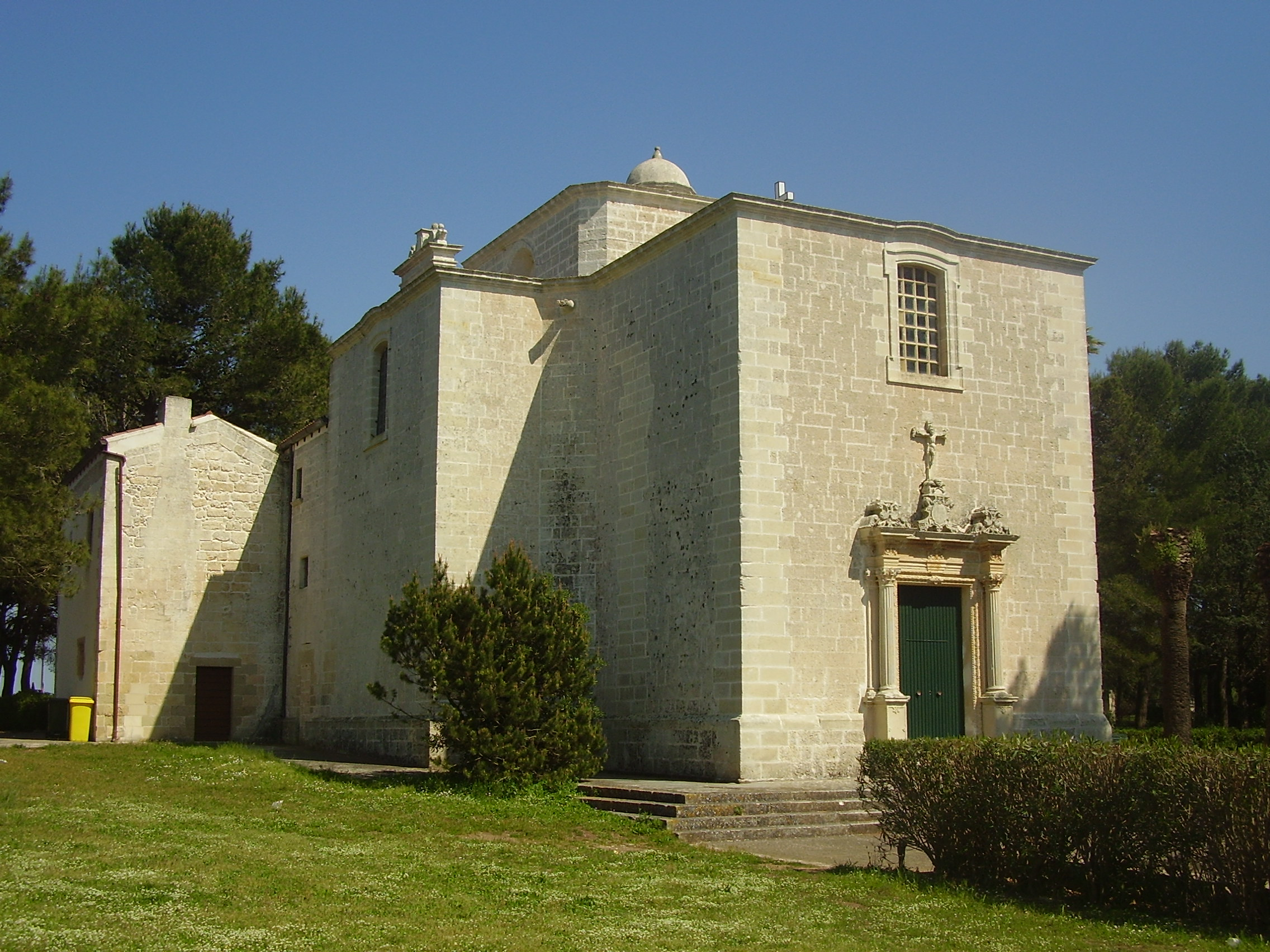
Kruisigingskerk in Muro Leccesse
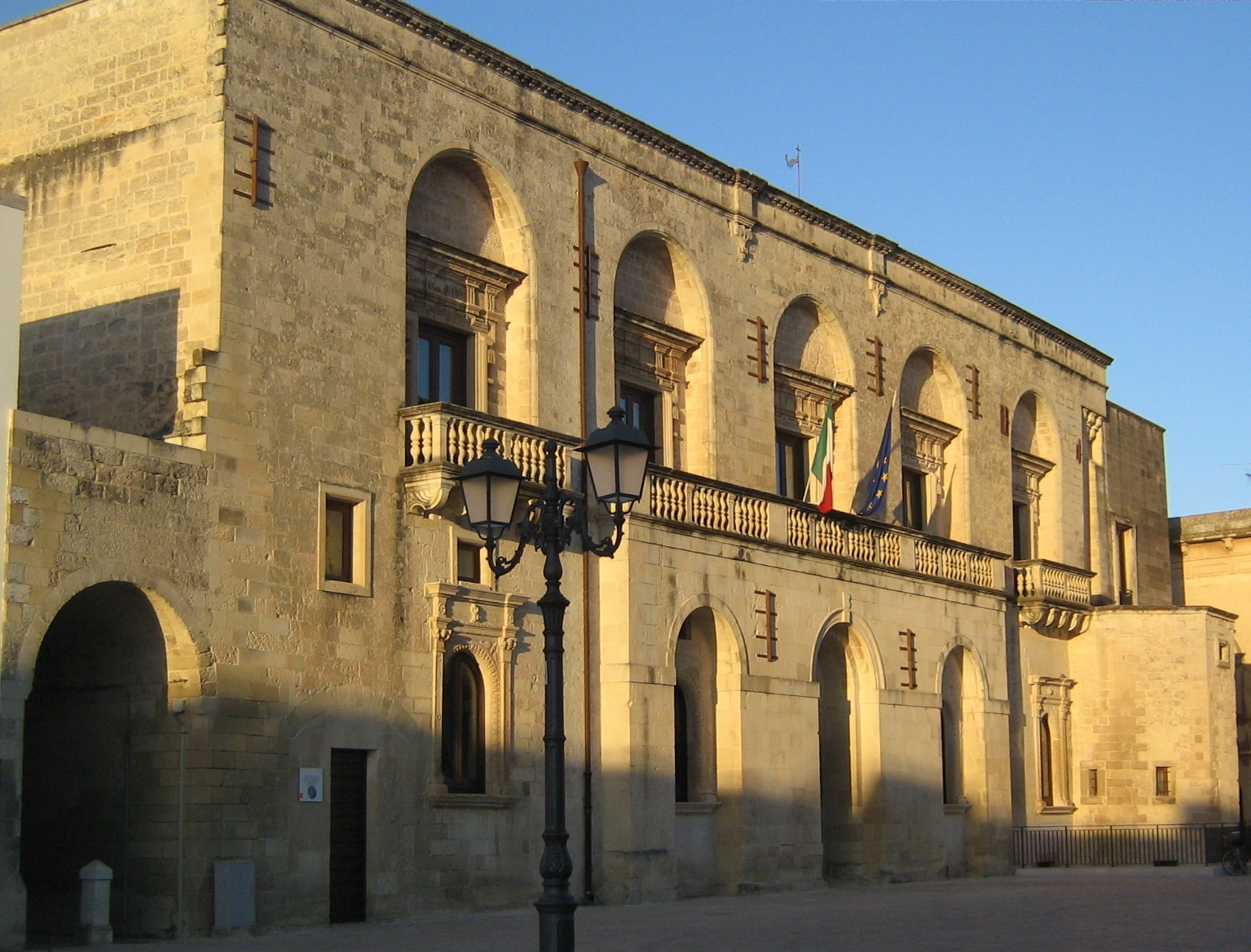
Palazzo del Principe

## Demografie
Muro Leccese telt ongeveer 1867 huishoudens. Het aantal inwoners steeg in de periode 1991-2001 met 1,8% volgens cijfers uit de tienjaarlijkse volkstellingen van ISTAT.
| Jaar | Inwoneraantal |
| ---- | ------------- |
| 1991 | 5173          |
| 2001 | 5267          |

## Geografie
Muro Leccese grenst aan de volgende gemeenten: Giuggianello, Maglie, Palmariggi, Sanarica, Scorrano.